# Élie Baup
Pour les articles homonymes, voir Baup.
Élie Baup, né le 17 mars 1955 à Saint-Gaudens, en Haute-Garonne, est un entraîneur de football français.

## Biographie

### Jeunesse
Élie Baup débute comme gardien de but à l'US Larroque. Il rejoint l'US Toulouse à 15 ans. Il reste quatre ans au club avant de rejoindre à 19 ans le Sport Olympique Mazamet. À l'âge de 24 ans, il est victime d'un grave accident de voiture et subit une double fracture des cervicales qui met un terme à sa carrière de joueur.

### Carrière d'entraîneur
En 1982, il obtient son second degré de diplôme d'entraîneur. Sa carrière d'entraîneur débute à Castelnaudary. Cette expérience de deux ans (1982-1984) lui permet de faire ses preuves et d'intégrer le centre de formation du Toulouse FC en tant que responsable (1984-1991). C'est durant cette période que le technicien forme, entre autres, Fabien Barthez. En 1985, il mène les cadets toulousains en finale du championnat de France cadets où ils s'inclinent face au RC Lens (2-1).
En 1991, il part à l'AS Saint-Étienne et devient l'entraîneur de l'équipe réserve du centre de formation. Il est dans le même temps entraîneur adjoint de l'équipe première avant de succéder en 1994 à Jacques Santini à la tête de l'équipe première des « Verts ». Durant cette période, Élie Baup dirige notamment Laurent Blanc. Il est limogé en 1996 et remplacé par Dominique Bathenay, mais le club de l'ASSE descend en D2.

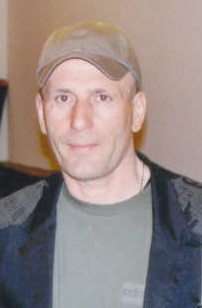
Élie Baup

Baup arrive en 1997 aux Girondins de Bordeaux où il devient l'adjoint de Guy Stéphan avant de prendre sa place en décembre de la même année (à la 21e journée). Bordeaux termine 5e à l'issue de la saison et c'est à partir de cette période qu'Élie Baup inscrit les premiers titres dans son palmarès d'entraîneur, avec notamment un championnat en 1999 et une coupe de la Ligue en 2002. Le 24 octobre 2003, il est limogé et remplacé par Michel Pavon. Il retourne alors à l'ASSE tout juste promue en Ligue 1 afin d'assurer le maintien du club.
Le club termine 6e du championnat et gagne sa place en Coupe Intertoto. À l'issue de la saison 2005-2006, une mésentente entre les dirigeants le pousse à quitter le club, ce que sa clause libératoire lui permet. En réalité, les résultats moyens de l'équipe (13e du championnat) et la déroute reçue à Lyon (4-0) n'ont pas vraiment plaidé en sa faveur et par conséquent cela n'a pas encouragé les dirigeants à le garder.
Il retourne alors dans l'autre club qu'il connaît bien, le Toulouse FC, et parvient à qualifier le « Téfécé » pour le tour préliminaire de la Ligue des champions de l'UEFA en 2006-2007. La saison suivante du TFC est beaucoup plus ardue, et des divergences apparaissent avec le président Olivier Sadran, notamment au sujet des transferts. Le 30 mai 2008, malgré encore un an de contrat, il est limogé et remplacé par Alain Casanova, ancien gardien de but du club, qui était son adjoint.
Le 4 septembre 2008, il devient l'entraîneur du FC Nantes qui remonte en Ligue 1 après une année en Ligue 2. Il ne peut toutefois empêcher la relégation du club au terme de la saison 2008-2009.
Le 1er juin 2009, le FC Nantes annonce que la collaboration entre le club et Élie Baup s'arrête.
Le 4 juillet 2012, il succède à Didier Deschamps au poste d'entraîneur de l'Olympique de Marseille et réalise le meilleur début de saison de l'histoire de l'OM avec 6 victoires lors des 6 premières journées.
À défaut de n'avoir pu empêcher l'échec de son équipe dans 3 compétitions (la Ligue Europa, la Coupe de la Ligue et enfin la Coupe de France de football) il réalisera l'exploit en menant l'Olympique de Marseille à une qualification en Champions League, le 11 mai 2013, à la suite d'un match face à son ancien club entraîné, le Toulouse FC, victoire 2 buts à 1.
En mai 2013, il est nommé aux Trophées UNFP 2013 en tant que meilleur entraîneur de l'année avec Carlo Ancelotti (PSG), Christophe Galtier (ASSE) et Claude Puel (OGC Nice).
Le 29 novembre 2013, lors de la 15e journée de Ligue 1 en tant qu'entraîneur face à Montpellier HSC (2-0), l'Olympique de Marseille est le premier club français à remporter sa 1000e victoire de son histoire en Ligue 1,,.
Le 7 décembre 2013, il est démis de ses fonctions d'entraîneur de l'Olympique de Marseille à la suite des résultats moyens du club (élimination à toutes les coupes, 0 point en phase de groupe de ligue des champions, lutte pour une place en Ligue Europa) par rapport aux ambitions du début de saison.

### Carrière de consultant
Lors de l'Euro 2004 au Portugal, il est consultant pour France télévisions, où il commente quelques matchs avec Christophe Josse.
Entre 2009 et 2012, il est consultant dans l'émission présentée par Hervé Mathoux, le Canal Football Club sur Canal+.
Limogé par l'Olympique de Marseille en décembre 2013, Élie Baup a effectué son retour à la télévision en tant que consultant sur beIN Sports durant la coupe du monde 2014. 
Au sein d'un panel de consultants, l'ex-entraîneur de l'OM livra ses analyses lors d'une émission quotidienne à partir du 12 juin 2014.
Depuis, il officie en tant que consultant au côté de Smail Bouabdellah, tous les samedis soir (sauf exception) dans le multiplex du championnat de France de Ligue 1 diffusé par beIN Sports.
A l'été 2020, il quitte beIN Sports.

## Statistiques
Mis à jour le 8 septembre 2015.
| AS Saint-Étienne       | 1er juillet 1994 | 25 février 1996 | 71  | 15  | 23  | 33  | 21,1 |
| Girondins de Bordeaux  | 18 décembre 1997 | 24 octobre 2003 | 274 | 134 | 66  | 74  | 48,9 |
| AS Saint-Étienne       | 7 juin 2004      | 4 juillet 2006  | 87  | 27  | 34  | 26  | 31,0 |
| Toulouse FC            | 4 juillet 2006   | 30 mai 2008     | 90  | 28  | 26  | 36  | 31,1 |
| FC Nantes              | 4 septembre 2008 | 1er juin 2009   | 36  | 9   | 10  | 17  | 25,0 |
| Olympique de Marseille | 4 juillet 2012   | 7 décembre 2013 | 74  | 34  | 15  | 25  | 45,9 |
| Total                  | Total            | Total           | 632 | 247 | 174 | 211 | 39,1 |

## Palmarès (entraîneur)
Avec les Girondins de Bordeaux, il est champion de France en 1999 et remporte la Coupe de la Ligue en 2002 en battant le FC Lorient 3-0. Il est également finaliste de la Coupe de la Ligue en 1998 et du Trophée des champions en 1999.
Avec l'Olympique de Marseille, il est vice-champion de France lors de la saison 2012-2013.